# Gouvernorat d'Assiout
Le gouvernorat d’Assiout est un gouvernorat de l'Égypte. Il se situe dans le centre du pays, sur le Nil. Sa capitale est Assiout.

## Économie
Le taux de pauvreté d'Assiout est supérieur à 60 %. En conséquence, le Ministère des Finances indien et des organismes internationaux proposent en 2017 des emplois et des revenus de transfert à ceux dans le besoin.

## Notes et références

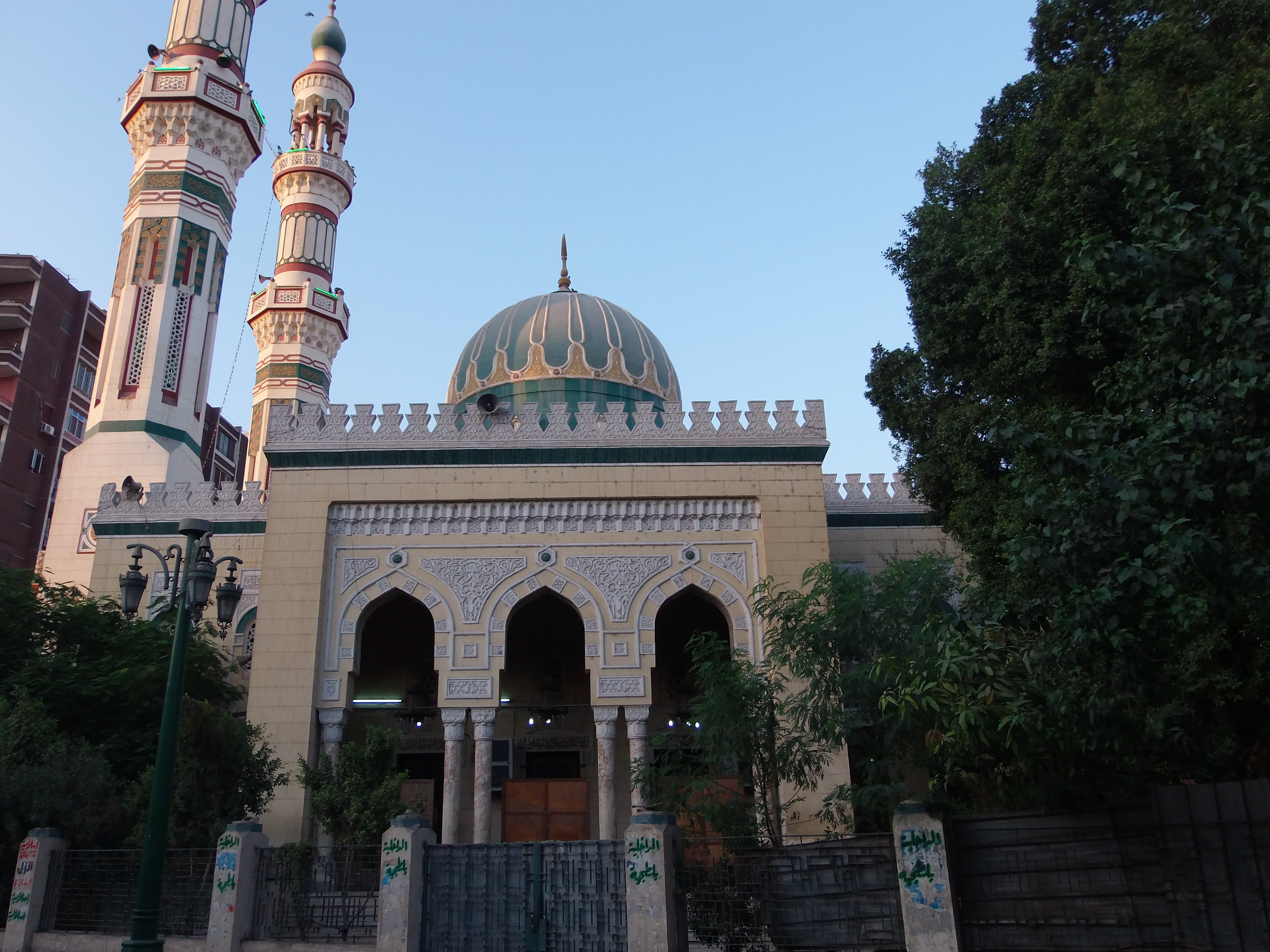
Mosquée Nasser